# Пост-Фолс
Пост-Фоллс (англ. Post Falls) — город в округе Кутенай, штат Айдахо, США. Население 17 247 тыс. чел. по переписи 2000 года.

## История
Пост-Фоллс назван в честь Фредерика Поста, немецкого эмигранта, который построил лесопильный завод на реке Спокан в 1871 году. На гранитной скале в парке «Скала договора» сохранился памятник с пиктограммой о покупке этих земель.

## География
47°42′56″ с. ш. 116°56′17″ з. д. (47.715552, −116.937926).
Пост-Фолс находится в четырёх милях (6 км) к востоку от города Вашингтон, Округ Кутенай, в 20 милях (32 км) к востоку от города Спокан, штат Вашингтон и примерно в 100 милях (160 км) к югу от границы Канады и США. На Северо-западе Пост-Фолс граничит со штатом Вашингтон.

## Климат
Пост-Фоллс имеет благоприятные погодные условия — теплую погоду летом и прохладную зимой. Среднее количество солнечного света зимой составляет 30 %; в июле и августе температура воздуха держится на отметке в 26°С градусов. В эти не жаркие дни жители Пост-Фолс любят играть в гольф и ходить на рыбалку. Среднегодовая относительная влажность 46 %, среднее количество дождей составляет 29 %.

## Демография
По данным переписи населения 2000 года в Пост-Фолс проживает 17 247 человек, 4668 семей.Плотность населения составляет 1,786 чел\миль² (689.3 чел/км²).

### Расовый состав
Расовый состав города: 96,13 % белых, 0,18 % афроамериканцев, 0,87 % коренных американцев, 0,56 % азиатов, 0,06 % жителей тихоокеанских островов, 0,60 % других рас.

### Количество семей
В городе было 4668 семей, из которых 40,2 % имели детей в возрасте до 18 лет, проживающих с ними, 58,7 % населения были женатыми парами, 10,1 % были не женаты, а 26,7 % населения вовсе не имели семьи.

### Возраст
В городе преобладало молодое население: 30,6 % от всего населения города в возрасте до 18 лет, 8,9 % лица от 18 до 24 лет, 30,1 % от 25 до 44 лет, 18,9 % от 45 до 64 лет, и 9,8 % в возрасте 65 лет и старше. Средний возраст по городу составил 31 год. На каждые 100 женщин приходится 95,8 мужчин.

### Доход на душу населения
Средний доход на домашнее хозяйство в городе составил 39 061 доллар США, а средний доход на семью составил 42 758 долларов США. Мужчины имеют средний доход от 32 284 долларов США, а женщины 22 798 долларов США. Доход на душу населения в городе составил 18 692 доллара США.

### Популяция
- 2009 — 26,053 — оценка[1]
- 2007 — 25,358 — оценка[2]
- 2000 — 17,247
- 1990 — 7,389[3]
- 1980 — 5,736
- 1970 — 2,371
- 1960 — 1,983
- 1950 — 1,069
- 1940 — 843
- 1930 — 509
- 1920 — 576
- 1910 — 658
- 1900 — 287
- 1890 — 400
- 1790 — 0

## Экономика
Пост-Фолс расположен поблизости от многочисленных озёр, рек, гор и из-за этого является привлекательным местом для жизни. Этот факт отражён в туристическом секторе экономики города. В городе увеличивается число магазинов, ресторанов и развлекательных центров. Кроме того, Пост-Фоллс стал излюбленным местом для пенсионеров из-за большого количества санаториев и курортов.
Основной отраслью округа Кутенай является сельское хозяйство. В настоящее время в Пост-Фоллс производится мебель компании FlexCel Inc, крупнейшего производителя мебели на северо-западе США, который переехал в Айдахо почти пятнадцать лет назад и насчитывает около 350 тысяч сотрудников. Кроме того, Wal-Mart открыл свой магазин в январе 2002 года.
В 2004 году было завершено строительство частной хирургической больницы. Кроме того, в западной части города была построена водонапорная башня. Значительное развитие экономики Пост-Фоллс происходило в 2009 году, когда состоялось открытие ALK Source Materials/Biopol, датской фармацевтической компании.

## Примечание
1. ↑  Demographic and Economic Statistics Last 10 Years (PDF) (недоступная ссылка — история). Post Falls, Idaho (апрель 2010). Дата обращения: 11 мая 2010.
2. ↑  Subcounty population estimates: Idaho 2000-2007 (CSV). United States Census Bureau, Population Division (18 марта 2009). Дата обращения: 25 апреля 2009. Архивировано из оригинала 26 сентября 2008 года.
3. ↑  Moffatt, Riley. Population History of Western U.S. Cities & Towns, 1850—1990. Lanham: Scarecrow, 1996, 97.